# Courtney Hawkins
Courtney Hawkins (* 11. Juli 1967 in West Palm Beach, Florida) ist ein ehemaliger US-amerikanischer Leichtathlet, der sich auf den 110-Meter-Hürdenlauf spezialisiert hat. Seinen größten Erfolg feierte er mit dem Vizehallenweltmeistertitel über 60 m Hürden im Jahr 1995.

## Sportliche Laufbahn
Courtney Hawkins wuchs in Florida auf und absolvierte ein Studium an der University of Kansas. 1995 gewann er bei den Hallenweltmeisterschaften in Barcelona in 7,41 s die Silbermedaille im 60-Meter-Hürdenlauf hinter seinem Landsmann Allen Johnson. Im selben Jahr gewann er bei den Panamerikanischen Spielen in Mar del Plata in 13,54 s die Bronzemedaille über 110 m Hürden hinter seinem Landsmann Roger Kingdom und Emilio Valle aus Kuba. Zudem gelangte er beim IAAF Grand Prix Final in Monaco mit 15,37 s auf Rang sieben. 1997 belegte er beim Grand Prix Final in Fukuoka in 13,53 s den achten Platz und 2000 beendete er seine aktive sportliche Karriere im Alter von 33 Jahren.
1996 wurde Hawkins US-amerikanischer Hallenmeister im 60-Meter-Hürdenlauf.

## Persönliche Bestzeiten
- 110 m Hürden: 13,17 s (+0,5 m/s), 26. Juli 1998 in Ingolstadt
  - 60 m Hürden (Halle): 7,41 s, 12. März 1995 in Barcelona